# Kangilinnguit
Kangilinnguit (zastarale Kangilínguit, dánsky Grønnedal, anglicky Green Valley) je téměř zaniklá stanice v Grónsku na jihozápadě kraje Sermersooq. Byla založena za druhé světové války armádou USA jako Bluie West-7. V roce 2017 tu žil 1 obyvatel. Mimo město se nachází silnice spojující Kangilinnguit s dnes již zaniklou osadou Ivittuut, takže je to jediná osada silničně spojená s jinými osadami v Grónsku. Osada nemá vlastní heliport, nejdůležitější dopravy se konají pouze po moři.